# Vimpelblåkråka
Vimpelblåkråka (Coracias spatulatus) är en fågel i familjen blåkråkor inom ordningen praktfåglar.

## Utseende och läte
Vimpelblåkråkan är en vacker och långstjärtad blåkråka med karakteristiskt förlängda yttre stjärtpennor som längst ut har en liten spatel. Utseendet varierar geografiskt, med blått bröst på sydliga fåglar och rosa på nordliga. De senare är mycket lika lilabröstad blåkråka, men skiljer sig förutom på stjärtformen också genom rostrött på skuldrorna. Bland lätena hörs olika dissonanta ihåliga, gnissliga och skriande toner. 

## Utbredning och systematik
Vimpelblåkråkan är en stannfågel som förekommer från tropiska sydvästra Angola till nordöstra Tanzania och södra Moçambique. Ifrån södra Tanzania, Zambia och norra Moçambique finns den beskrivna formen weigalli vilket förmodligen är en färgmorf, eller kanske bara en subadult fjäderdräkt, som initialt beskrevs som en egen art och som ibland har erkänts som en underart.

## Levnadssätt
Vimpelblåkråkan hittas i lummiga skogsområden, mestadels miombo.

## Status och hot
Arten har ett stort utbredningsområde, men tros minska i antal, dock inte tillräckligt kraftigt för att den ska betraktas som hotad. Internationella naturvårdsunionen IUCN listar arten som livskraftig (LC).